# حكومة هزاع المجالي الأولى
حكومة هزاع المجالي الأولى هي الحكومة الثانية والثلاثون من حكومات المملكة الأردنية الهاشمية. شكّل هزاع المجالي الحكومة في 15 ديسمبر 1955م، بتكليف من ملك الأردن الحسين بن طلال. وقد حلّت الحكومة في 20 ديسمبر 1955.

## الوزراء
| التسلسل | الاسم                        | المهام الوزارية                         |
| ------- | ---------------------------- | --------------------------------------- |
| 1       | دولة السيد هزاع المجالي      | رئيسا للوزراء ووزيرا للخارجية والاقتصاد |
| 2       | السيد عارف العارف            | وزير الاشغال العامة                     |
| 3       | السيد عباس ميرزا             | وزير الداخلية                           |
| 4       | السيد بشارة غصيب             | وزير المالية                            |
| 5       | الدكتور جميل التوتنجي        | وزير الصحة والشؤون الاجتماعية           |
| 6       | السيد فرحان شبيلات           | وزير للدفاع                             |
| 7       | سماحة الشيخ محمد علي الجعبري | وزير للعدلية والزراعة                   |
| 8       | السيد عمر الصالح البرغوثي    | وزير المعارف                            |
| 9       | السيد فريد ارشيد             | وزير البرق والبريد والطيران المدني      |
| 10      | السيد جليل بدران             | وزير التجارة والانشاء والتعمير          |

## وصلات خارجية
- موقع رئاسة الوزراء